# Alvania villarii
Alvania villarii is een slakkensoort uit de familie van de Rissoidae. De wetenschappelijke naam van de soort is voor het eerst geldig gepubliceerd in 2005 door Micali, Tisselli & Giunchi.